# カネマツ
株式会社カネマツは、 兵庫県神戸市中央区に本社が所在し、ライジングという名称でパチンコ店を運営する非上場企業。主な営業基盤は北海道と東北地方が中心である。

## 概要
かつては、ライジングと、ダスジャンの2ブランドが存在したが、2013年までに、店舗ブランドが全てライジングに統一された。